# Жерновище
Жерновище — село в Спасском районе Рязанской области, входит в состав Заречинского сельского поселения.

## География
Село расположено на берегу реки Проня в 15 км на юг от центра поселения села Заречье и в 48 км на юг от райцентра города Спасск-Рязанский.

## История
По данным ревизской сказки 1762 года, село, до того находившееся в вотчине Новоиерусалимского монастыря, было передано в коллегию экономического ведомства. Таким образом, крестьяне проживавшие в селе, изменили свой статус с монастырских, на экономических, а в дальнейшем на государственных. 
Близ села располагался Никитский монастырь, который упоминается в договорной грамоте вел. князя Рязанского Ивана Васильевича с его родным братом Феодором Васильевичем, писанной 19 августа 1496 года. По упразднении монастыря в селе монастырская церковь была обращена в приходскую, к ней в 1766 году пристроен был придел и церковь переименовали в Успенскую, впоследствии устроены приделы Предтеченский и Никольский.
В XIX — начале XX века село входило в состав Ухорской волости Спасского уезда Рязанской губернии. В 1906 году в деревне было 53 двора.
С 1929 года село входило в состав Ухорского сельсовета Спасского района Рязанского округа Московской области, с 1937 года — в составе Рязанской области, с 2005 года — в составе Заречинского сельского поселения.

## Население
| 1859 | 1906 | 2010 |
| ---- | ---- | ---- |
| 148  | ↗238 | ↘25  |